# Port lotniczy Providenciales
Port lotniczy Providenciales – drugi co do wielkości port lotniczy Turks i Caicos, zlokalizowany na wyspie Providenciales.

## Linie lotnicze i połączenia
| Linia lotnicza          | Kierunek |
| ----------------------- | --- |
| Air Canada              | 1. Montreal-Trudeau 2. Toronto-Pearson |
| American Airlines       | 1. Charlotte 2. Miami Sezonowo: 1. Boston 2. Chicago-O’Hare 3. Dallas-Fort Worth 4. Nowy Jork-JFK 5. Filadelfia                                                                                           |
| Bahamasair              | 1. Nassau |
| British Airways         | 1. London-Heathrow 2. Nassau |
| Caicos Express Airways  | 1. Cap-Haitien 2. / Grand Turk 3. Kingston 4. Port-au-Prince 5. Santiago de los Caballeros 6. Santo Domingo-Las Américas 7. / South Caicos                                                                |
| Delta Air Lines         | 1. Atlanta Sezonowo: 1. Boston 2. Minneapolis-St. Paul 3. Nowy Jork-JFK |
| InterCaribbean Airways  | 1. Antigua 2. Cap Haitien 3. / Grand Turk 4. Hawana 5. Kingston 6. Nassau 7. Ocho Rios 8. Port-au-Prince 9. Puerto Plata 10. Santiago de los Caballeros 11. Santo Domingo-Las Américas 12. / South Caicos |
| JetBlue Airways         | 1. Nowy Jork-JFK Sezonowo: 1. Boston |
| Silver Airways          | 1. Fort Lauderdale |
| Southwest Airlines      | 1. Fort Lauderdale (do 3 czerwca 2024) 2. Orlando (od 4 czerwca 2024) Sezonowo: 1. Baltimore |
| Sun Country Airlines    | Sezonowo: 1. Minneapolis-St. Paul |
| United Airlines         | 1. Newark 2. Waszyngton-Dulles Sezonowo: 1. Chicago-O’Hare 2. Houston-Intercontinental |
| Virgin Atlantic Airways | 1. Londyn-Heathrow |
| WestJet                 | 1. Toronto-Pearson |